# The Needles
The Needles är klippor i Storbritannien.   De ligger i England, i den södra delen av landet, 140 km sydväst om huvudstaden London. Närmaste större samhälle är Bournemouth, 19 km väster om The Needles.